# 青瓦台
青瓦台（チョンワデ、朝鮮語: 청와대、せいがだい）は、大韓民国（韓国）ソウル特別市鐘路区の北岳山の麓に所在する市民公園。2022年5月まで韓国大統領府が置かれていた。メディアでは、漢字で略して「青」と呼ばれることが多くある。英語では、ホワイトハウスのようにBlue House（ブルーハウス）と呼ばれることがある。

## 概説
「青瓦台」という名称は、官邸の屋根が青い瓦で葺かれていることに由来する。
国防上の理由から、地図上では一部の観光地図を除いて記載されていないことが多かった。航空写真においても、韓国国内向けのものでは加工により消されていたり、ぼかしが入れられている場合が殆どであった。
青瓦台がある地域には、もともと高麗時代に王族が住んでおり、李朝の創始者である李成桂が景福宮を建設した。
1948年に大韓民国が成立すると、初代大統領李承晩が、日本統治時代の1937年3月に建設された、旧朝鮮総督官邸を景武台（キョンムデ、けいぶだい）の名称で官邸及び公邸として使用し始めた。1960年12月に第4代大統領の尹潽善が名称を「景武台」から「青瓦台」に変更した。
朴正煕政権下の1968年1月には北朝鮮特殊部隊による青瓦台襲撃未遂事件が起こった。
盧泰愚政権時代の1991年、それまでの大統領官邸・公邸（旧朝鮮総督官邸）に隣接して、新たな大統領官邸が建てられ、それまでの大統領官邸・公邸（旧朝鮮総督官邸）は1993年10月に解体された。
青瓦台襲撃未遂事件以降、青瓦台周辺の道路は一般通行が禁止されていたが、金泳三政権になってから、昼間のみ一般通行が可能となった。
文在寅政権によって、2017年6月26日からは周辺道路の一般通行が24時間可能となり、周辺に設置されていた検問も平時は撤去された。写真撮影に関する規制も廃止され、青瓦台を背景に自由に写真撮影できるようになった。

### 大統領府の移転
2022年3月9日に執行された第20代大統領選挙で当選した尹錫悦は同年3月20日、大統領府を龍山区にある国防部の庁舎に移転し、任期が始まる5月10日より青瓦台を国民に開放すると発表した。尹は記者会見で青瓦台を「帝王的権力の象徴」と呼んだ。
青瓦台の権威主義的な外観が国民との距離を遠ざけている印象を与えるとの意見や、広すぎて実務に適していないとの指摘はかねてから存在しており、文在寅政権下でも移転が模索されていた。尹錫悦は大統領選で大統領府の移転を公約として掲げ、「大統領当選後に大統領府の名称を『大統領室』に改名し、光化門付近の政府ソウル庁舎・外交部庁舎か、龍山区の国防部庁舎内に移転し、首席秘書官や民情首席室を廃止し『官民合同委員会』を中心とした組織に再編する」などの方針を示していた。
結果、政府ソウル庁舎・外交部庁舎への移転計画は警護面や交通規制などの問題を理由に中止され、2022年3月20日に国防部庁舎への移転が正式決定となった。移転後は青瓦台の建物と敷地を公園として国民に開放することとし、2022年5月10日に大統領府が龍山区へ移転されたことに伴い、同日午前中に青瓦台は一般開放され、同日だけで約26,000人が訪問した。そして、5月10日から22日までの間に約500万人が観覧を申請し、このうちの37万7888人が観覧した。同月26日から本館や大統領公邸の内部が一般公開された。
韓国国籍及び在住外国人に限り、見学の事前予約も可能。外国人は入場の際に、パスポートを提示しなければならない。
しかし2025年6月10日、2024年12月の非常戒厳に端を発した弾劾に伴い失職した尹に代わって大統領に就任した李在明は「龍山の大統領府は尹政権のイメージが強い」ことを理由に大統領府を再び青瓦台に戻すことを閣議決定し、2025年8月1日をもって青瓦台の一般公開は中断される運びとなった。

## 建物など
- 本館 - 1991年完成。大統領と夫人の接見室・執務室のほか会議室、食堂など執務機能が集中する建物。約8,500 m2
- 迎賓館 - 1978年完成。国賓を招いた晩餐会など公式の行事や大規模な会議の会場として使用された。
- 秘書室 - 大統領を支えるスタッフの執務室。3棟のビルで構成。
- 常春斎 - 本来は朝鮮総督官邸の和風別館である梅花室があったが、1977年に撤去され洋風に改築されたものを1983年に再び新築した。「純韓国風」の建物で首脳会談が開かれることもある。
- 緑地苑 - 庭園。
- 大統領公邸 - 大統領一家の公舎。本館から徒歩で約9分[1]。
- 春秋館 - 1990年完成。記者会見場があった。

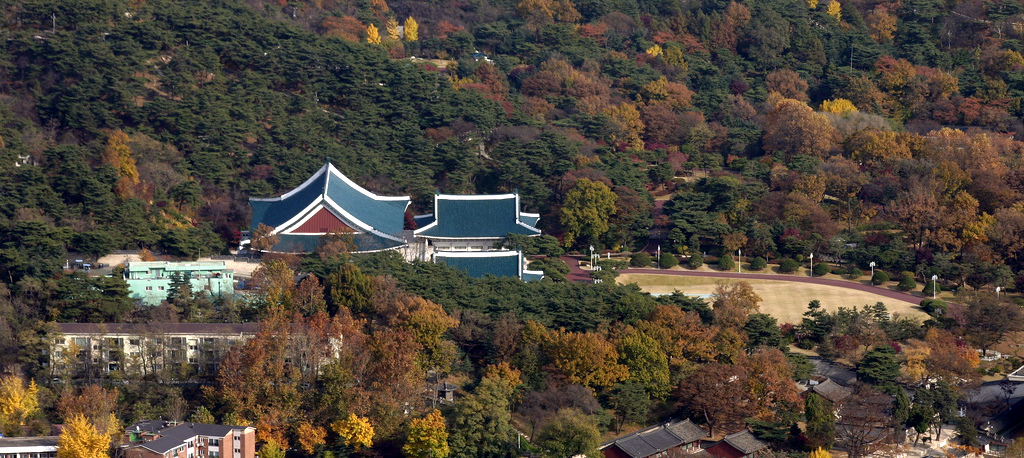
北漢山から見下ろした青瓦台全景
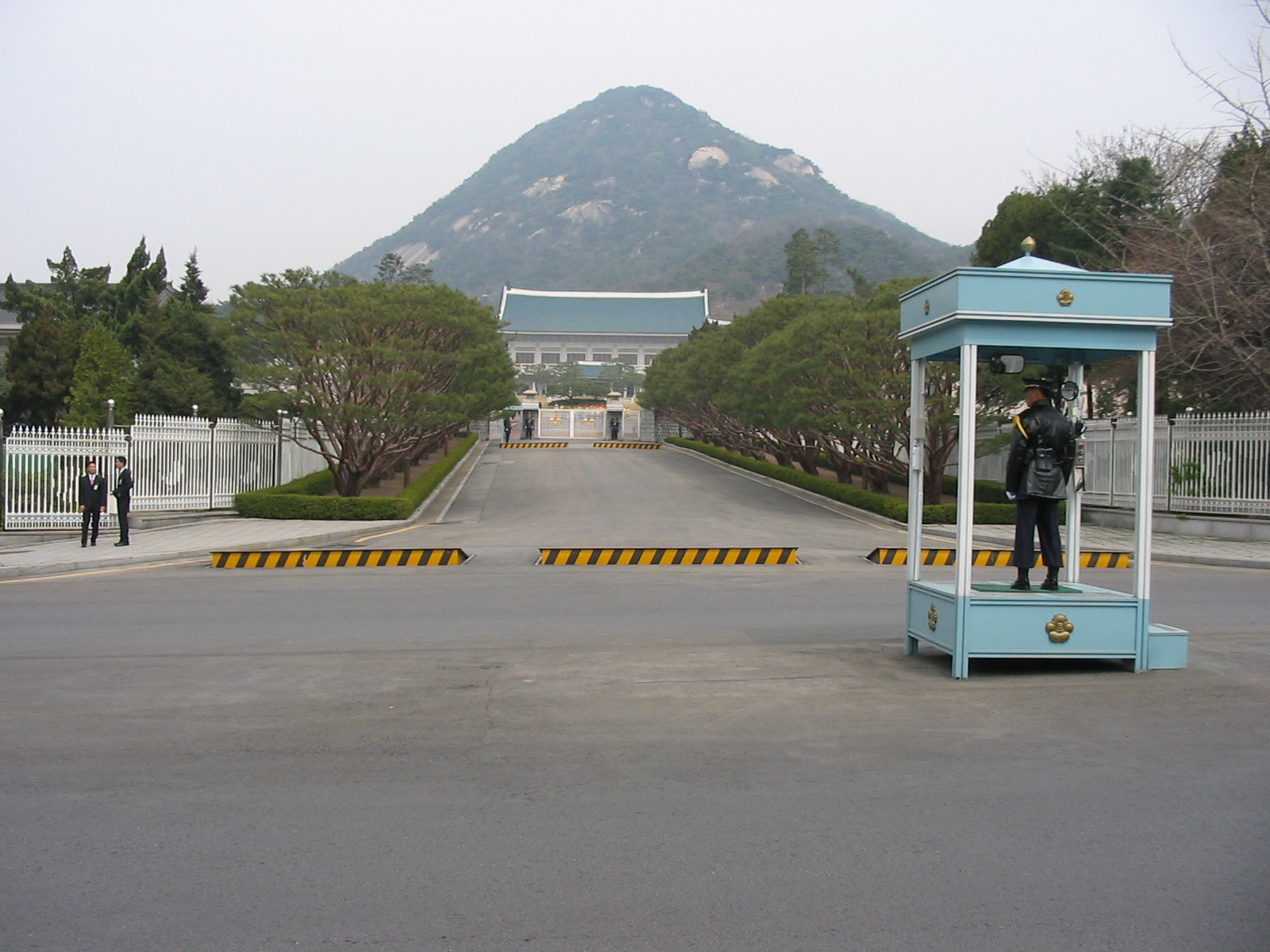
青瓦台の門と警備風景。後方は北岳山
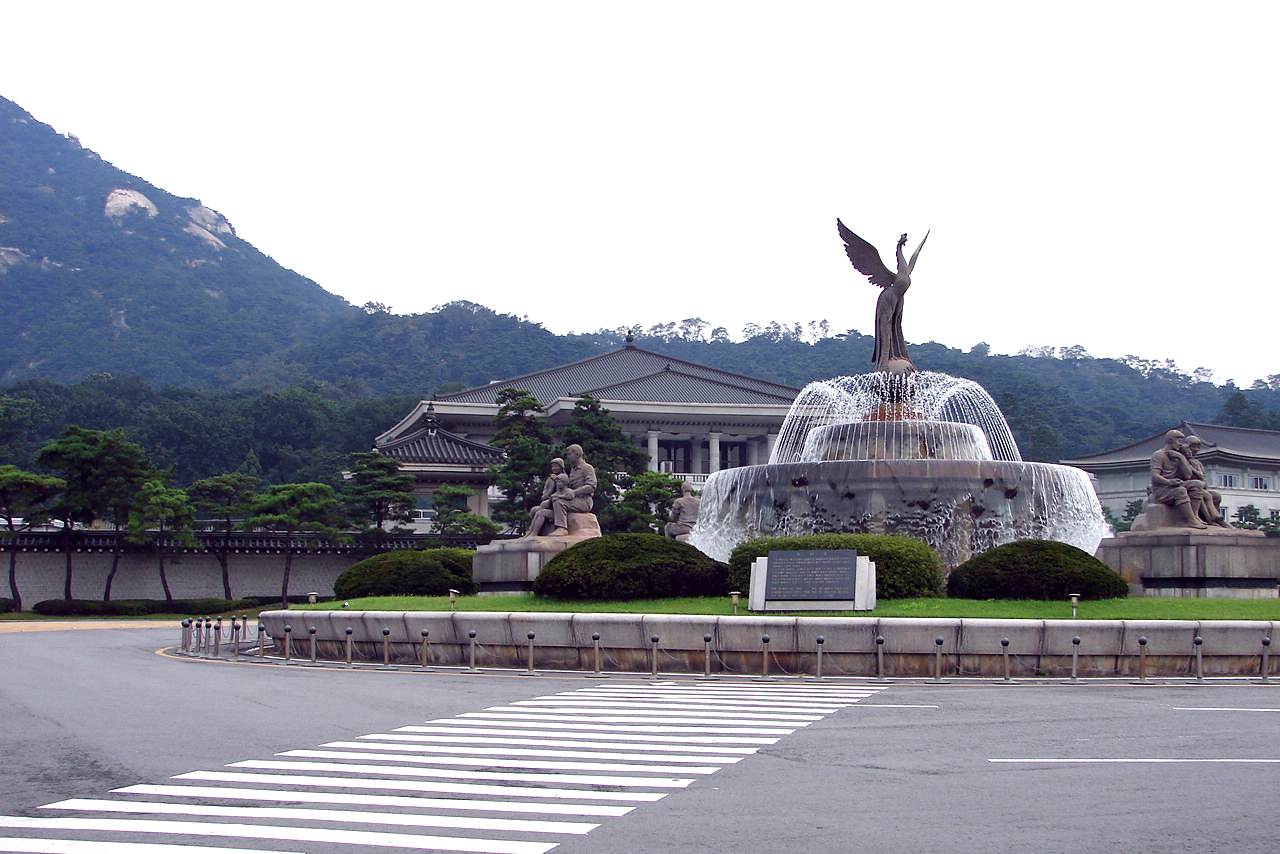
門前の噴水
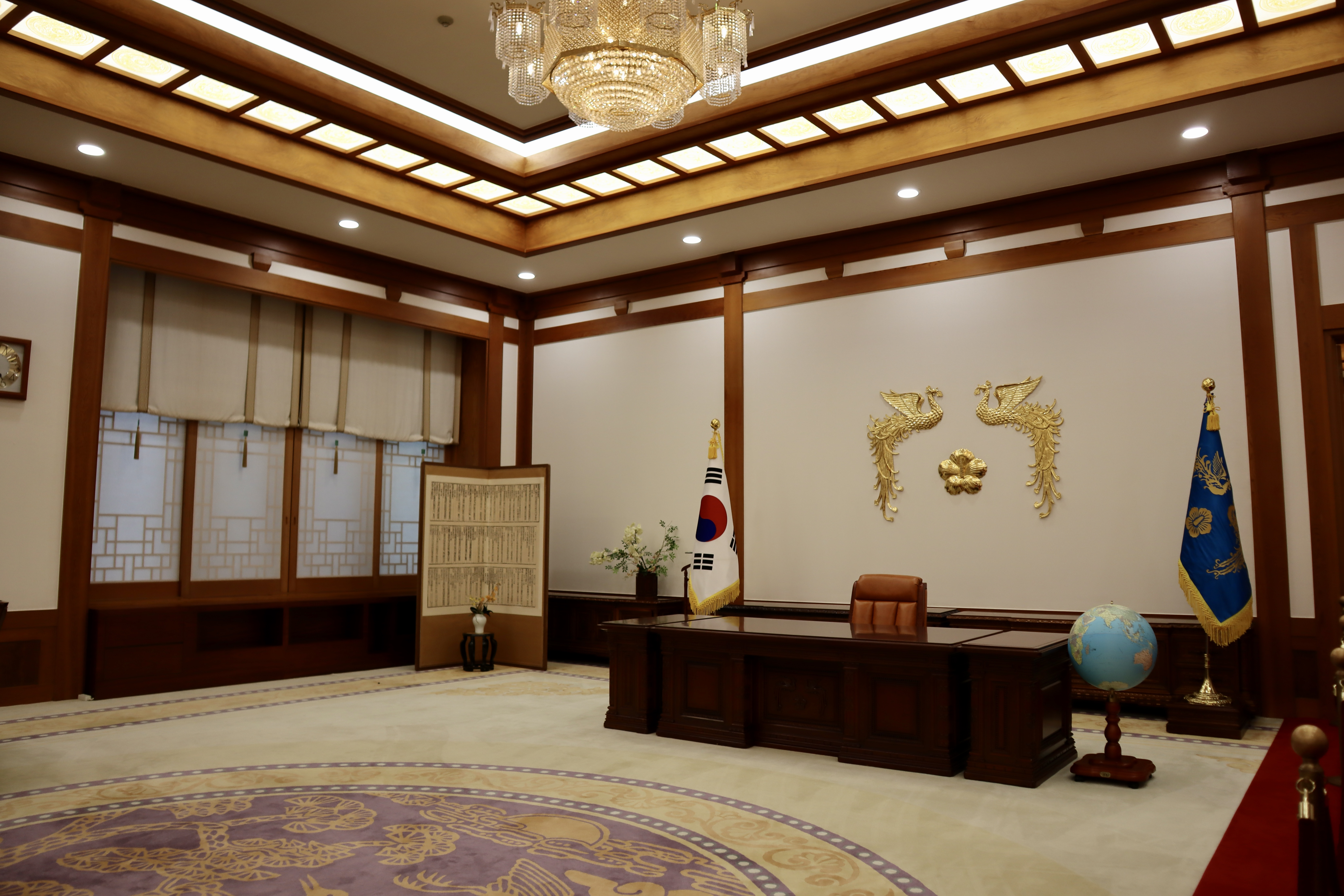
本館・大統領執務室
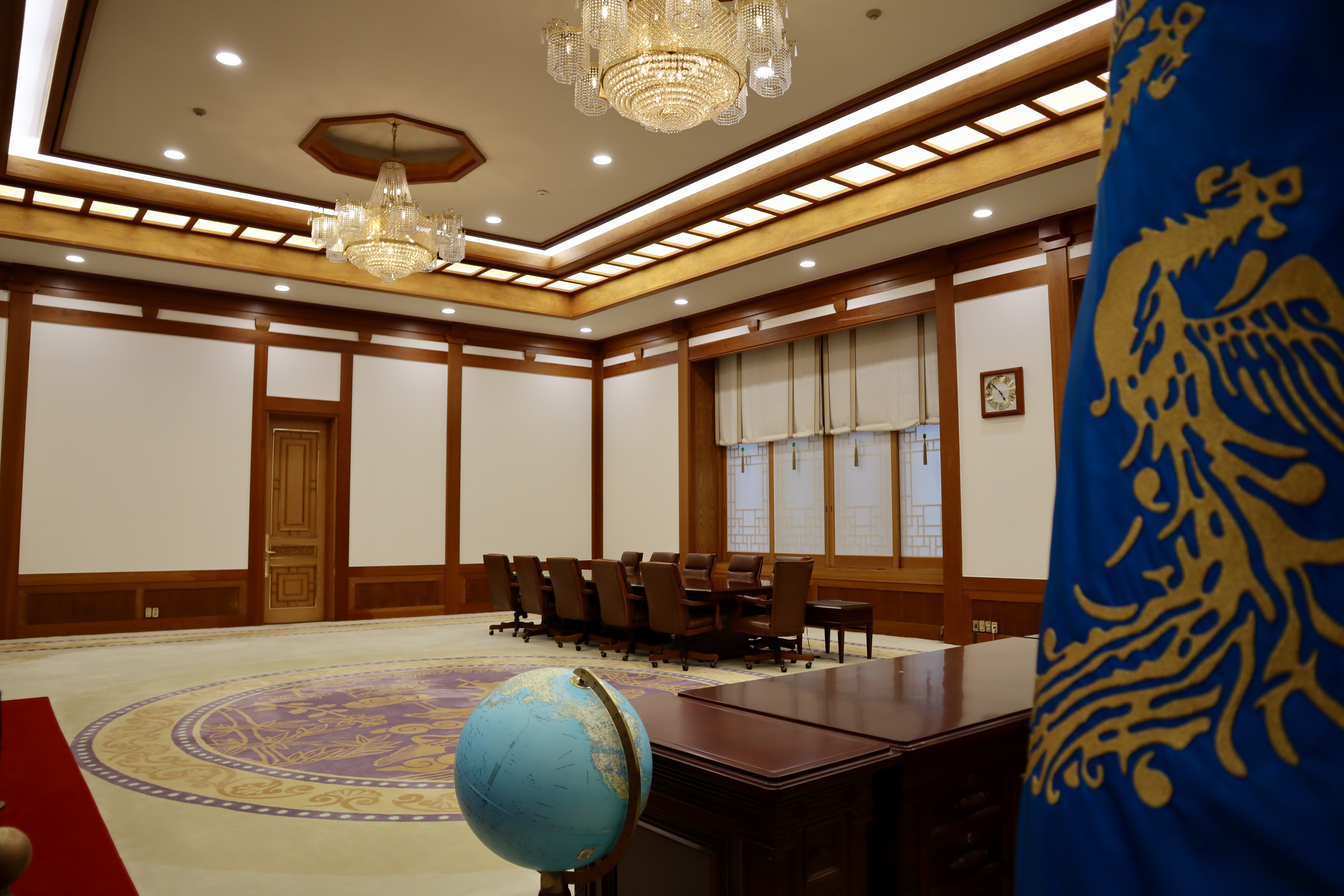
本館・大統領執務室
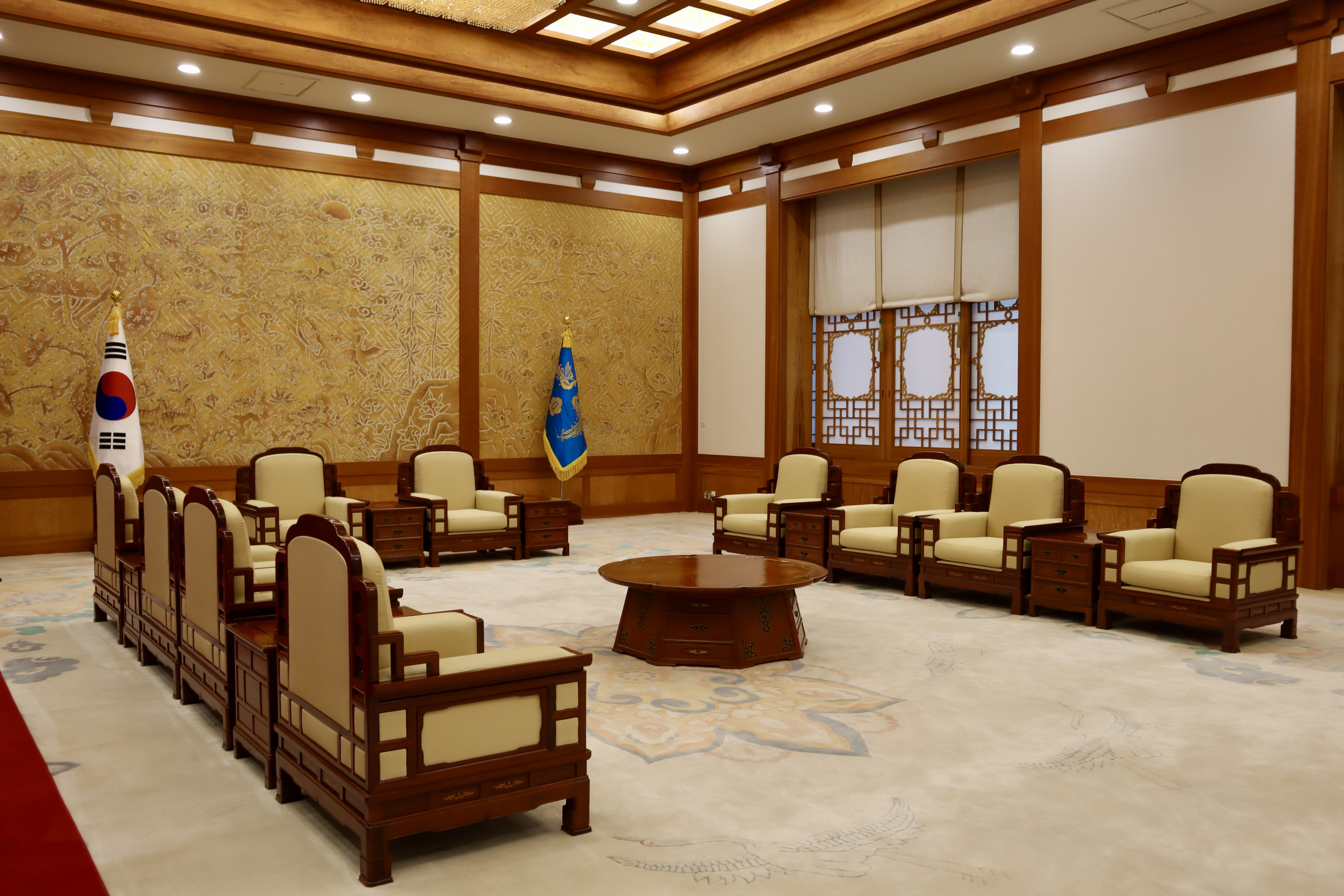
本館・応接室
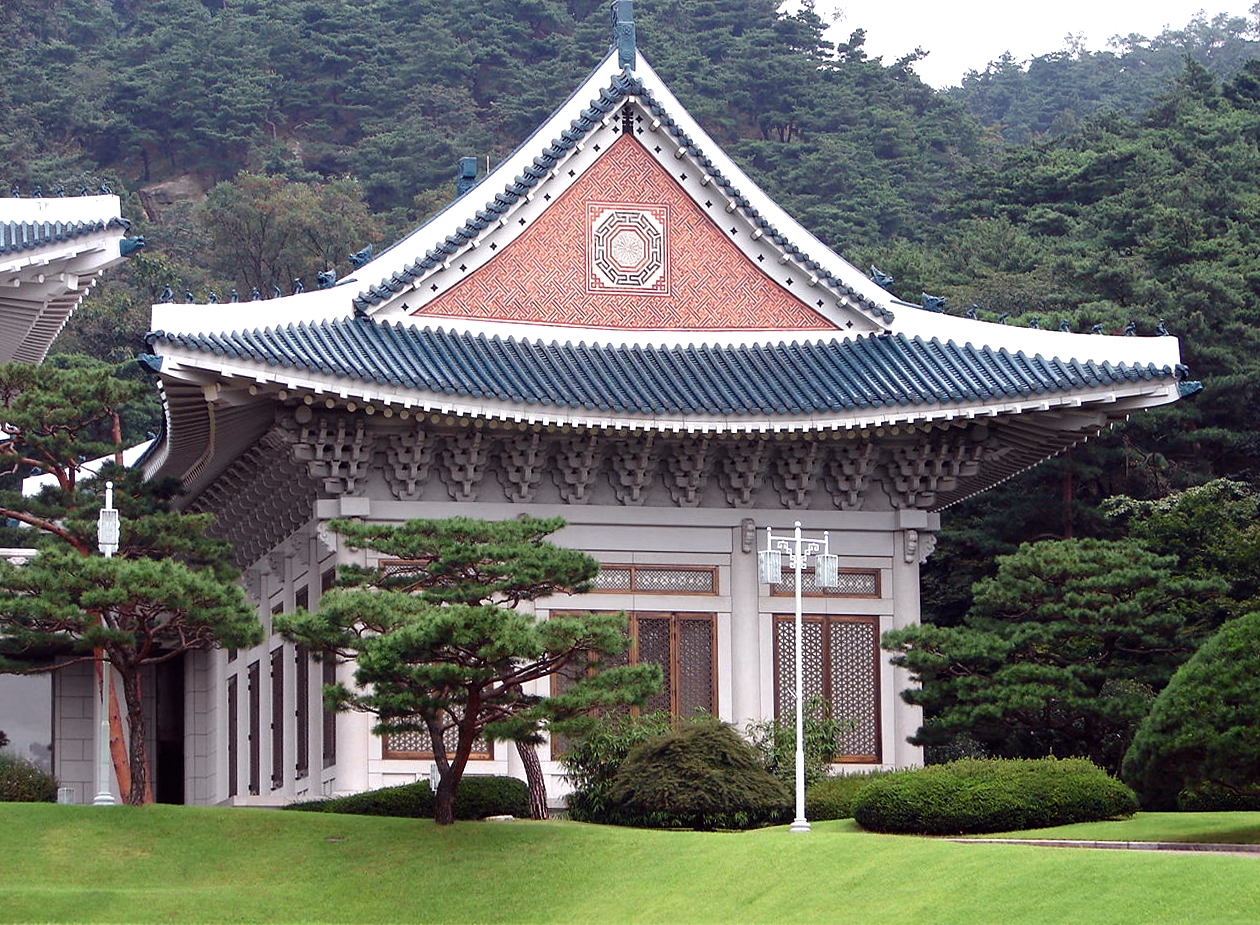
迎賓施設
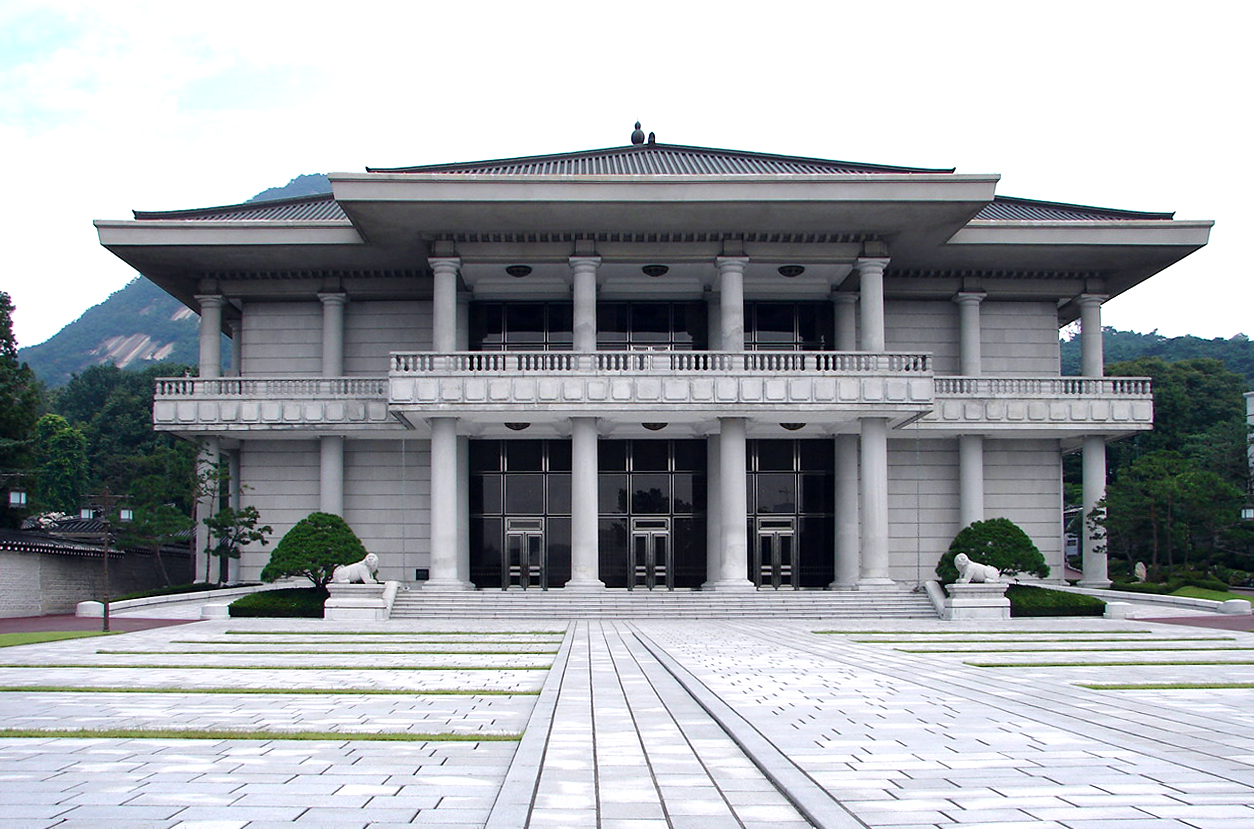
迎賓施設
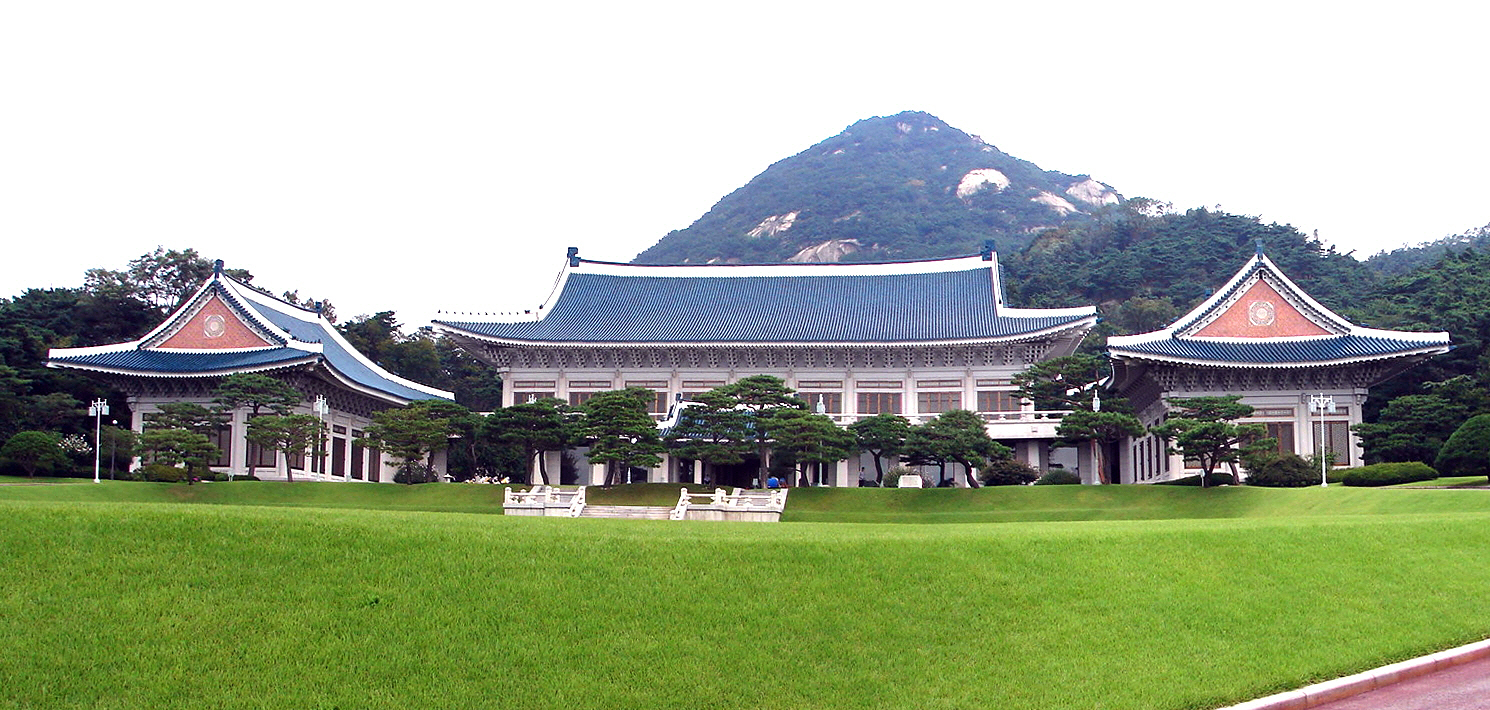
庭園に面した風景
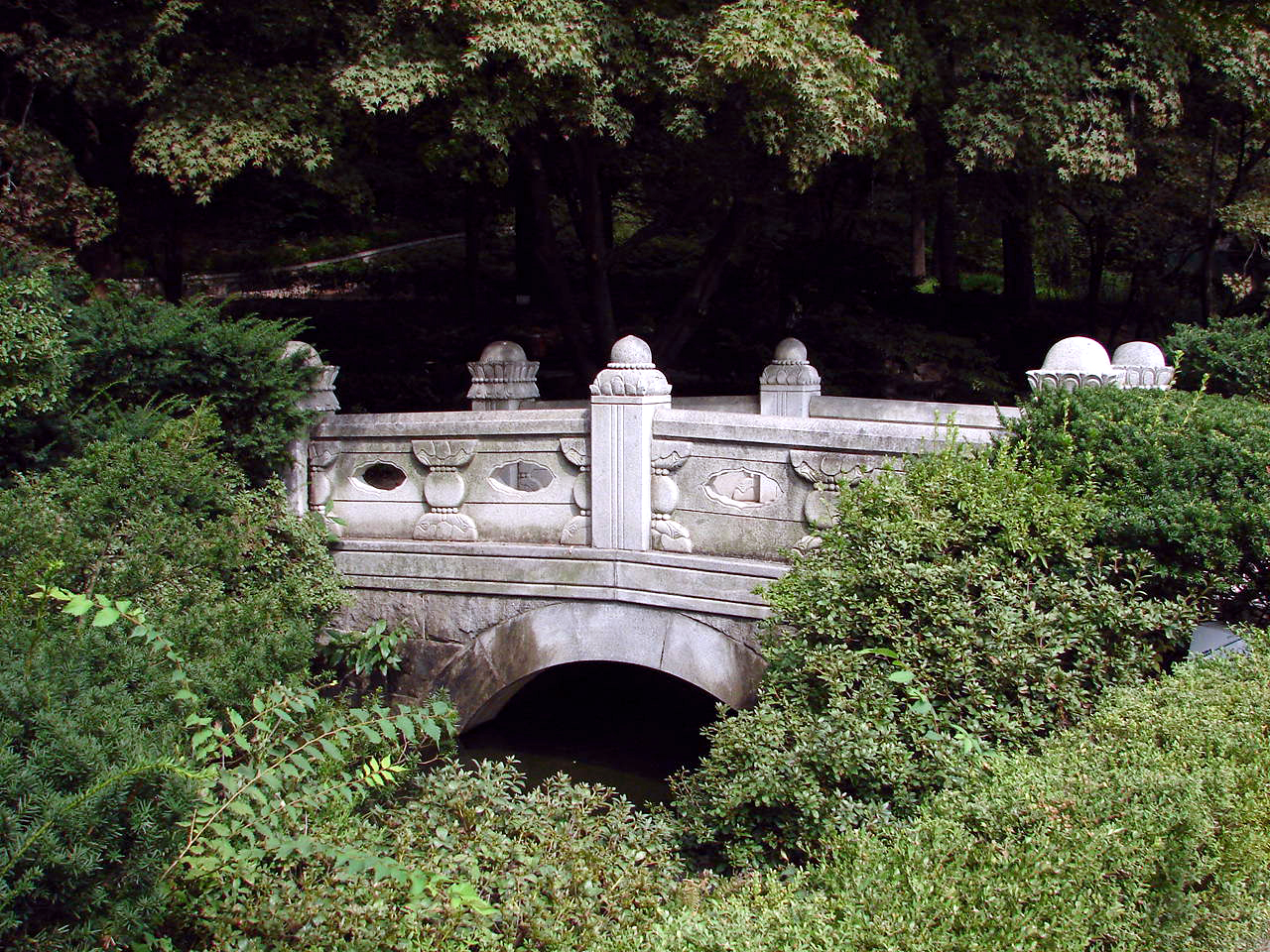
庭園の石橋
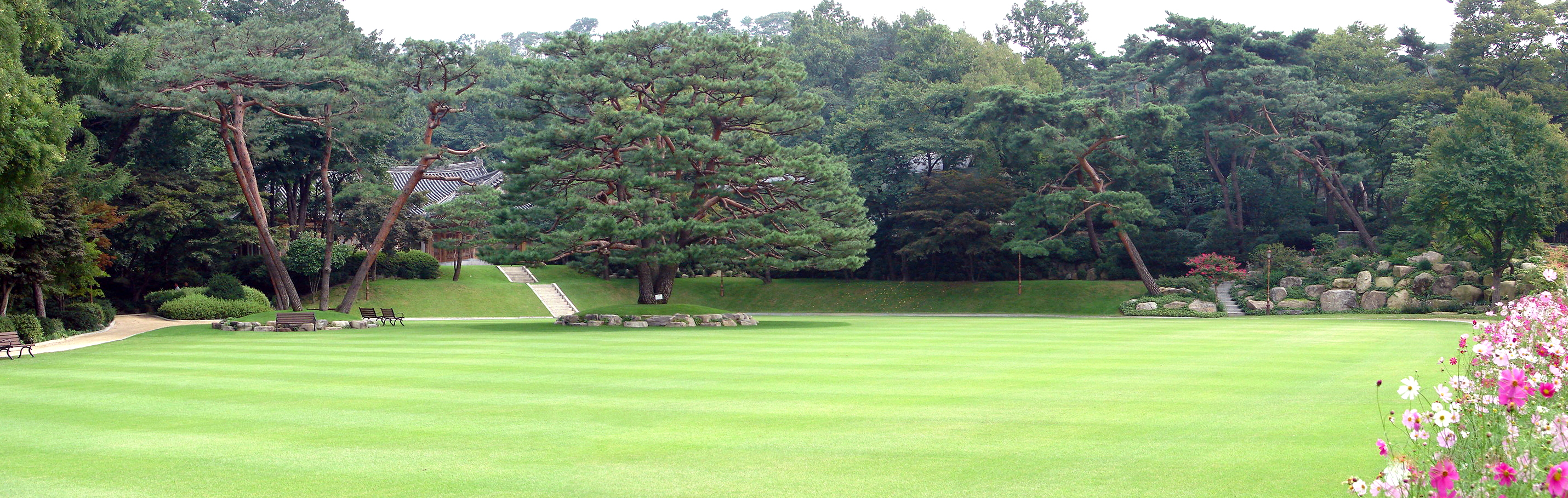
庭園

## 衛星写真
大統領府として使われていた2005年にGoogleが提供している衛星・航空写真地図サービスであるGoogle Earthに、青瓦台の主要施設の画像が表示されていることが発覚した。これについて青瓦台側は、アメリカ合衆国連邦政府など関係機関と対応を協議していると発表している。
Google マップでも航空写真表示では、青瓦台の主要施設の画像が表示されている（地図表示ではこの部分は空白となっている）。韓国の法律では、人工衛星で撮影された主要保安施設や軍事基地の写真を公開することは禁止されており、同様のサービスを提供しているネイバー地図においては、青瓦台周辺の画像をぼかす処理をしていた。
2022年に大統領府が移転したことから、上記の制限は解除され、ネイバーも含めて衛星写真が公開されるようになった。

## 外部サイト
- 青瓦台公式サイト（朝鮮語）（英語）
- 青瓦台、国民のもとへ （日本語） - KOREA.net（文化体育観光部海外文化広報院（朝鮮語版））
- 『青瓦台』 - コトバンク